# Liam Messam
Liam Messam (nacido en Blenheim, el 25 de marzo de 1984) es un jugador de rugby neozelandés, que juega de Ala para la selección de rugby de Nueva Zelanda y, actualmente para el Toulon del Top 14 francés.
Debutó con los All Blacks en un partido contra la selección de rugby de Escocia, celebrado en Murrayfield el 8 de noviembre de 2008. Posteriormente apareció en más ocasiones con Nueva Zelanda, pero fue excluido del equipo para la Copa Mundial de Rugby de 2011 en favor de Victor Vito. Formó parte de la selección neozelandesa que quedó campeona de la Copa Mundial de Rugby de 2015.
Pertenece a la iwi maorí de los Ngāi Tūhoe.